# Cena Wilhelma Hartela
Cena Wilhelma Hartela, německy Wilhelm-Hartel-Preis, je ocenění udělované od roku 1957 Rakouskou akademií věd za vědecké úspěchy v oblasti filozofie a historie. Je pojmenována po historikovi Wilhelmovi von Hartelovi a dotována částkou 15 000 eur.

## Historie
Cena byla vyhlášena ministrem školství Heinrichem Drimmelem.

## Podmínky udělení
Nominovaní jsou skutečnými členy Rakouské akademie věd. O ocenění rozhoduje porota.  Cena může být udělena každoročně a případně rozdělena mezi dva laureáty.

## Nositelé ocenění
- 1957: Rudolf Egger
- 1958: neuděleno
- 1959: Albin Lesky
- 1960: neuděleno
- 1961: Friedrich Kainz
- 1962: neuděleno
- 1963: Fritz Schachermeyr
- 1964: Richard Pittioni
- 1965: Alphons Lhotsky
- 1966: Erich Schenk
- 1967: Hans Rupprich
- 1968: Herbert Hunger
- 1969: Otto Demus
- 1970: Leo Santifaller
- 1971: Hans Gerstinger, Adolf Grohmann
- 1972: Viktor Kraft
- 1973: Herbert Koziol
- 1974: Heinz Kindermann
- 1975: Hermann Vetters
- 1976: Otto Pächt
- 1977: Max Kaser
- 1978: Leopold Schmidt
- 1979: Heinrich Appelt, Heinrich Fichtenau
- 1980: neuděleno
- 1981: Robert Göbl
- 1982: Rudolf Noll
- 1983: Erich Zöllner
- 1984: Hermann Wiesflecker
- 1985: Walther Kraus
- 1986: Eva Frodl-Kraft
- 1987: Gerold Stoll
- 1988: Manfred Mayrhofer
- 1989: Richard Georg Plaschka
- 1990: Adam Wandruszka
- 1991: Theo Mayer-Maly
- 1992: Helmut Birkhan
- 1993: Wolfgang Meid
- 1994: Stanislaus Hafner
- 1995: Ludwig Adamovich
- 1996: Kurt Krolop
- 1997: Moritz Csáky
- 1998: Erika Weinzierl
- 1999: Robert Walter
- 2000: Günther Winkler
- 2001: Heinrich Schneider
- 2002: Heinz D. Kurz
- 2003: Michael Mitterauer
- 2005: Luciana Aigner-Foresti, Gunter Wesener
- 2006: Benedikt Pötscher
- 2007: Susanne Heine
- 2008: Alfred Doppler, Helmut Engelbrecht
- 2009: Götz Pochat
- 2010: Alfred Kohler
- 2011: Günter Stemberger
- 2012: Günter Brucher, Hellmut Lorenz
- 2013: Hans Goebl, Ernst Hanisch, Elisabeth List
- 2014: Georg P. Braulik
- 2015: Emmerich Tálos
- 2016: Ulrich Körtner